# Robert Lawet
Robert Lawet (Roeselare, circa 1530 – Brugge, ten laatste in 1596) was een Vlaams rederijker.

## Biografie
Robert Lawet, ook wel Lauwet geschreven, vinden we in de geschiedenis voor het eerst terug in 1554 als pachter van de 'vleeschstallen' bij de Stadshalle van Roeselare.  In 1567 vinden we hem terug als verpachter van de schuur achter herberg 'De Buerse'. Ze werd aan de stad verhuurd voor de opslag van 'stedelijke amonitien of vetten'. In 1577 vinden we hem dan weer terug als uitbater van drankslijterij 'De Croone'. Tijdens de Tachtigjarige Oorlog verbleven er tal van Spaanse, Schotse en staatse legers in het gasthuis. In 1579 verliet het grootste deel van de stadsbevolking, inclusief de stadsschepenen en de meeste notabelen, de stad naar aanleiding van de inval van de zogenaamde 'Malcontenten'. De meeste Roeselarenaars keerden niet meer terug naar de stad die door de katholieken in handen was genomen. Ook Lawet zou niet meer terugkeren en bleef tot zijn dood in Brugge.
Lawet was lid van de Roeselaarse rederijkerskamer 'De Zeegbare Herten', ook aangeduid als 'De Zebaer Herten'. Hij was een van de toonaangevende leden uit de zestiende eeuw. Hij is de auteur van een zevental zinnespelen en enkele Bijbelse toneelstukken die getekend werden met zijn kenspreuk 'AL qwaelcke gheWEDT'. Na zijn vlucht naar Brugge hebben zijn zinnespelen een meer reformatorisch karakter. 
In de Koninklijke Bibliotheek van België worden nog een achttal handschriften van hem bewaard, net als in het Plantin-Moretummuseum te Antwerpen. In 1983 werd er in de stad Roeselare een straat naar hem genoemd, de Robert Lawetstraat.

## Werken
Enkele stukken van Lawet werden in de twintigste eeuw uitgegeven.
- 1906 - Gheestelick Meyspel van Treyne Maecxele ghezeyt de Ziele (uitgave door L. Scharpé)
- 1941 - twee spelen van den Verlooren Zoone (uitgave door Galama)

## Bron
- JS. Lexicon van de West-Vlaamse Schrijvers.
- Siegfried ANECA. Van Aardappelhoekstraat tot Zwingelaarsstraat. Meer dan 650 straatnamen in Roeselare verklaard. Roeselare, 2006.
- Virtual International Authority File (VIAF): 29897990

- Biografisch Portaal: 83179915
- Digitale Bibliotheek voor de Nederlandse Letteren: lawe001
- International Standard Name Identifier: 0000 0003 9754 1577
- Nederlandse Thesaurus van Auteursnamen: 073327018
- Virtual International Authority File: 29897990
- WorldCat: E39PBJcBVPr7c9MFV34xTT34v3